# Врона Іван Іванович
Іва́н Іва́нович Вро́на (нар. 17 (29) вересня 1887, Отроч — 5 січня 1970, Київ) — більшовицький діяч, український радянський мистецтвознавець, критик, художник. Ректор Київського художнього інституту (1924—1930 роки), кандидат мистецтвознавства (1951). Член Спілки художників УРСР. Заслужений працівник культури УРСР (1968). Член ВУЦВК (1921).

## Біографія
Народився 17 (29 вересня) 1887 року в селі Отроч Люблінської губернії на Холмщині. В 1914 році закінчив юридичний факультет Московського університету. У 1912–1914 роках навчався в художній студії К. Юона в Москві. З 1914 по 1915 рік — помічник присяжного повіренного в Москві.
З 1915 року — начальник санітарної бригади російської армії. До 1917 року — контролер Всеросійського земського Союзу в Москві.
У 1918 році в складі групи учнів майстерні М. Бойчука брав участь у розписах Луцьких казарм.
У 1918–1920 роках навчався на живописному факультеті Української академії мистецтв в Києві.
У 1918—1919 роках — помічник юрисконсульта Київського округу водних шляхів. У 1919 році — комісар з ліквідації церковного майна в Києві, член колегії прокурорів Київського губернського Революційного Трибуналу, член колегії прокурорів Верховного Касаційного Суду Української СРР. У 1919—1920 роках — член Київського губернського відділу юстиції.
З червня 1920 року — секретар Волинського губернського комітету КП(б)У; член Волинського губернського революційного комітету.
У 1920—1921 роках — голова Волинської губернської робітничо-селянської інспекції. У 1921 році — заступник голови виконавчого комітету Волинської губернської ради.
З 1921 року — заступник завідувача Сектору мистецтв Народного комісаріату освіти УСРР, завідувач відділу художньої освіти Народного комісаріату освіти УСРР.
До 1924 року — завідувач організаційного відділу Народного комісаріату внутрішніх справ УСРР.
У 1924–1930 роках — перший ректор Київського художнього інституту, в 1930–1933 і 1945–1948 роках — його викладач. У 1925–1931 роках — директор «Музею (Кабінету) мистецтв ВУАН» (нині Музей мистецтв імені Богдана та Варвари Ханенків). В 1925–1932 роках теоретик об'єднання Асоціація революційного мистецтва України. Одночасно у 1920-х роках — дійсний член Соціологічної комісії ВУАН, співробітник науково-дослідницької кафедри марксизму-ленінізму при ВУАН, науково-дослідницької кафедри мистецтвознавства. В 1926–1930 роках — голова Вищої кінорепертуарної комісії при Наркомосі УСРР. В 1930–1932 роках завідував Київською філією Державного видавництва України.
У 1933 році був репресований і на два роки посланий в концентраційний табір на Далекому Сході. В 1934–1936 роках перебував в концтаборах на Далекому Сході. В 1936–1941 роках працював у Москві та Можайську. В 1943–1944 роках викладав в Середньоазіатському державному університеті в Ташкенті. Реабілітований 1943 і 1958.
В 1944–1952 роках — начальник сектору, а в 1956–1970 роках — завідувач сектору Інституту теорії та історії архітектури в складі Академії архітектури УРСР.
22 листопада 1967 в Київському художньому інституті відбувся вечір, присвячений 80-річчю Івана Врони . З доповіддю виступив П. Білецький.
Портрети Врони написали маслом Д. Шавикін (1956) і В. Касіян (1968).

C. Білокінь характеризує Врону так: «більшовицький функціонер, мистецтвознавець» 

Могила Івана Врони

Помер 5 січня 1970 року у Києві. Похований на Звіринецькому кладовищі.

### Вища кінорепертуарна комісія
Саме за часів головування Івана Врони Вищою кінорепертуарною комісією при Наркомосі УРСР на Одеській, Харківській, Ялтинській та Київській кінофабриках, якими разом з ВУФКУ опікувалася ця комісія, було знято наступні фільми: «Тарас Шевченко» (1926) і «Тарас Трясило» (1927) П. Чардиніна, «Ягідка кохання» (1926), «Сумка дипкур’єра», «Звенигора» (1927), «Арсенал» (1929) і «Земля» (1930) О. Довженка, «Два дні» (1927) Г. Стабового, «Нічний візник» (1928) Г. Тасіна, «Вітер з порогів» (1929) А. Кордюма, «Злива» (1929), «Перекоп» і «Штурмові ночі» (1930) І. Кавалерідзе, «Навесні» (1929) М. Кауфмана, «Митя» (1927) і «Проданий апетит» (1928) М. Охлопкова, «Три кімнати з кухнею» (1928) і «Шкурник» (1929) М. Шпиковського, «В павутині» (1927) В. Туріна, «Право на жінку» (1930) Ол. Каплера, «Одинадцятий» (1928), «Людина з кіноапаратом» (1929) і «Симфонія Донбасу» (1930) Дзиґи Вертова та ін.

### Мистецтвознавство
Публікації І. Врони стали важливим явищем у мистецькому житті України. Ці твори є безцінним джерелом достовірної інформації для розуміння і вивчення художнього життя 20–30 х років. Саме зусиллями І. Врони у 1925 році інституту було надано приміщення на Вознесенському узвозі, де заклад перебуває й зараз. У результаті реорганізації, очолюваною І. Вроною, вже 1925 року КХІ став багатопрофільним навчальним закладом і мав п’ять факультетів: архітектурний, малярський, педагогічний, поліграфічний і скульптурний».

## Праці
- І. І. Врона. Мистецтво революції і АРМУ. Київ, видання Ц. Б. А. Р. М. У., 1926. [Архівовано 20 серпня 2016 у Wayback Machine.]
- Трохименко К. Д. Нарис про життя і творчість. К., 1957;
- Михайло Гордійович Дерегус: Нарис про життя і творчість. К., 1958;
- Українська радянська графіка. К., 1958;
- Життя і творчість А. Г. Петрицького. К., 1968.
- «Українське радянське мистецтво 1917—1933 років» // Історія українського мистецтва. — К., 1969. — Т. 5.